# John Millikin

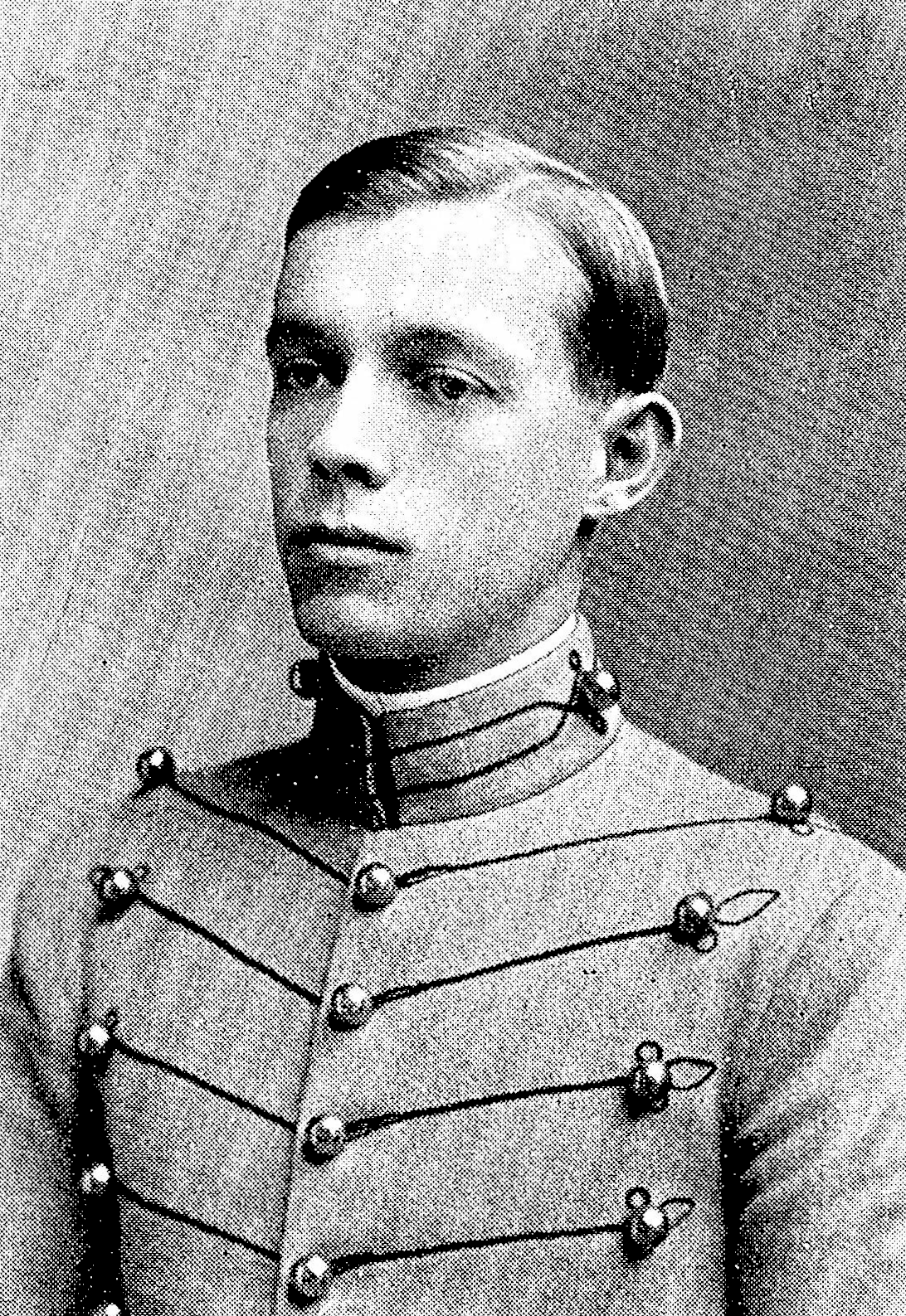
John Millikin als Kadett (1910)

John Millikin (* 7. Januar 1888 in Danville, Hendricks County, Indiana; † 6. November 1970 in Washington, D.C.) war ein Generalmajor der United States Army. Er war unter anderem Kommandeur des III. Korps.
In den Jahren 1906 bis 1910 durchlief John Millikin die United States Military Academy in West Point. Nach seiner Graduation wurde er als Leutnant der Kavallerie zugeteilt. In der Armee durchlief er anschließend alle Offiziersränge vom Leutnant bis zum Zwei-Sterne-General.
Im Lauf seiner militärischen Karriere absolvierte John Milliken verschiedene Kurse und Schulungen. Dazu gehörten unter anderem die United States Army Cavalry School und das Command and General Staff College.
In seinen jüngeren Jahren absolvierte er den für Offiziere in den niederen Rangstufen üblichen Dienst in verschiedenen Einheiten und Standorten in den Vereinigten Staaten. Dazu gehörten auch Aufgaben als Stabsoffizier in verschiedenen Hauptquartieren. Seine erste Station als junger Offizier war eine Versetzung nach Hawaii zum 5. Kavallerieregiment.  Später wurde er nach Fort Myer in Virginia versetzt.
Im Jahr 1918 war Milliken während des Ersten Weltkriegs in Frankreich als Stabsoffizier eingesetzt. Nach dem Waffenstillstand im November 1918 wurde er für einige Monate Leiter der Militärpolizei der Amerikanischen Expeditionsstreitkräfte. Mitte 1919 kehrte er in die Vereinigten Staaten zurück.
In den 1920er und 1930er Jahren setze Milliken seine Offizierslaufbahn in den Vereinigten Staaten fort. Zwischenzeitlich war er in den Jahren 1926 bis 1930 auch Dozent am Command and General Staff College in Fort Leavenworth in Kansas. In den Jahren 1933 bis 1936 leitete er die Army Cavalry School. Danach war er bis Dezember 1938 Stabsoffizier beim 3. Kavallerieregiment. Nach einer weiteren Verwendung als Stabsoffizier erhielt er am 1. September 1939 das Kommando über das 6. Kavallerieregiment, das er bis zum 1. Oktober 1940 innehatte.
Anschließend bekam er den Oberbefehl über die 1. Kavalleriebrigade. Dieses Kommando bekleidete er zwischen Oktober 1940 und Juni 1941. Danach stieg er zum Kommandeur der 2. Kavalleriedivision auf. Diesen Posten hatte er zwischen Juni 1941 und Mai 1942 inne. In diese Zeit fiel der amerikanische Eintritt in den Zweiten Weltkrieg. Noch vor dem Kriegseintritt nahm Milliken mit seiner Division an umfangreichen Manövern in Louisiana teil. Nach dem Ende seiner Zeit als Kommandeur der 2. Kavalleriedivision wurde Milliken mit dem Kommando über die 83. Infanteriedivision betraut (Mai bis August 1942). Daran schloss sich das Kommando über die 33. Infanteriedivision an, das er zwischen August 1942 und September 1943 innehatte. Mit dieser Einheit war er in Neuguinea stationiert.
Im Oktober 1943 erhielt er das Kommando über das III. Korps, das sich damals noch nicht im Kriegseinsatz befand. Am 5. September 1944 landete das Korps in Cherbourg in Frankreich und nahm fortan am weiteren Kriegsverlauf im Norden Frankreichs teil. Milliken behielt sein Kommando über das III. Korps bis zum 16. März 1945. Seit Oktober 1944 unterstand sein Korps der 3. Armee unter George S. Patton.
Milliken war mit seinem Korps an mehreren Schlachten und Gefechten beteiligt. Dazu gehörte die Abwehr der deutschen Ardennenoffensive und der Kampf um die Ludendorff-Brücke bei Remagen. Im Zusammenhang mit diesem Kampf fiel Milliken bei seinen Vorgesetzten in Ungnade. Man warf ihm unter anderem taktische Fehler und mangelnde Kommunikation vor. Das führte am 16. März 1945 zu seiner Abberufung als Kommandeur des III. Korps. Kurze Zeit später erhielt er das Kommando über die 13. Panzerdivision, mit der er, ebenfalls in Nordwesteuropa, bis Kriegsende eingesetzt war.
Nach seiner im September 1945 endenden Zeit als Kommandeur der 13. Panzerdivision erhielt Milliken das Kommando über das Field Artillery Replacement Training Center in Fort Sill in Oklahoma. Dieses Kommando bekleidete er bis zum April 1946, danach war er bis zum 29. Februar 1948 Kommandeur über den Militärstützpunkt Fort Sill. Dieses Amt war in Personalunion verbunden mit dem Kommando über das ebenfalls in Fort Sill ansässigen Artillery Training Center. Anschließend ging er in den Ruhestand.

## Orden und Auszeichnungen
John Millikin erhielt im Lauf seiner militärischen Laufbahn unter anderem folgende Auszeichnungen:
- Army Distinguished Service Medal
- Silver Star
- Bronze Star Medal
- Soldier’s Medal